# James McBain
Pour les articles homonymes, voir McBain.
James McBain est un joueur professionnel de snooker de nationalité écossaise. Il est né le 22 juin 1978 à Glasgow (Écosse, Royaume-Uni). Après des années sur le circuit secondaire, il a rejoint le circuit professionnel pour la saison 2005-2006. Il a de nouveau intégré le circuit principal pour la saison 2007-2008, en finissant troisième de l'ordre du mérite des tournois amateurs de la série Pontins, mais a été relégué à la fin de la saison 2008-2009. Il a gagné le match qualificatif de 2010, lui permettant de réintégrer la tournée professionnelle pour la saison 2010-2011. Une nouvelle fois, malgré de belles victoires contre des joueurs très bien classés comme Mark Allen, il ne peut conserver sa place à la fin de la saison.
Il remporte le championnat d'Écosse pour amateurs en 2003 et 2007, ainsi que la troisième étape du circuit du challenge 2004-2005, et la huitième épreuve du PIOS en 2006-2007.

## Palmarès
| Légende | Catégorie                      | Titres                         | Finales                        |
|         | Circuit du challenge           | 1                              | 0                              |
|         | Autres tournois amateurs       | 3                              | 0                              |
| Gras    | Tournois de la triple couronne | Tournois de la triple couronne | Tournois de la triple couronne |

### Titres
| Saison    | Nom du tournoi                             | Lieu      | Finaliste   | Score | Tableau |
| 2003      | Championnat d'Écosse amateur               |           |             | [ 5 ] |         |
| 2004-2005 | Circuit du challenge (épreuve 3)           | Prestatyn | Mark Allen  | 6-3   |         |
| 2005      | Championnat d'Écosse amateur (2)           |           |             | [ 5 ] |         |
| 2006-2007 | Séries internationales Pontins (épreuve 8) | Prestatyn | Kurt Maflin | 6-4   |         |